# 卡尔-埃里克·阿斯普隆德
卡尔-埃里克·阿斯普隆德（瑞典語：Carl-Erik Asplund，1923年9月14日—），瑞典男子速度滑冰运动员。他曾代表瑞典参加1952年冬季奥林匹克运动会速度滑冰比赛，获得男子10000米铜牌。